# Airport Township
Airport Township est un ancien township, situé dans le comté de  Saint-Louis, dans le Missouri, aux États-Unis, accolé à l'Aéroport international de Lambert-Saint-Louis.